# Leptathamas paradoxus
Leptathamas paradoxus là một loài nhện trong họ Salticidae.
Loài này thuộc chi Leptathamas. Leptathamas paradoxus được Balogh miêu tả năm 1980.